# Chrysocharis pubicornis
Chrysocharis pubicornis is een vliesvleugelig insect uit de familie Eulophidae. De wetenschappelijke naam is voor het eerst geldig gepubliceerd in 1838 door Zetterstedt.